# Nouvelair
Nouvelair Limited Company (фр. Nouvelair Société Anonyme, араб. الطيران الجديد تونس‎), также Nouvelair и Nouvelair Tunisie — тунисская авиакомпания, выполняющая рейсы из 30 стран мира в Тунис. Компания начала работу в декабре 1989 года. Головной офис компании расположен в туристической зоне Дкила в Монастире недалеко от отеля Sahara Beach, также имеет офис в Тунисе. Базовыми аэропортами являются Джерба, Монастир и Тунис.
Авикомпания совершила рейс Санкт-Петербург - Монастир спустя больше чем полгода после отмены рейсов в Россию

## История
1989 - создание авиакомпании Air Liberté Tunisie;
1990 - первый коммерческий рейс. Авиакомпания работает с самолетами - McDonnell Douglas MD-83;
1996 - реорганизация Air Liberté Tunisie в Nouvelair Tunisie;
1999 - у авиакомпании 5 самолетов;
2005 - закупка 2-х самолетов Airbus A321;
2006 - Авиакомпания получает сертификат ISO 9001 Версии 2000 для всех услуг;
2007 - Nouvelair получает международную сертификацию IOSA (IATA Operational Safety Audit), выданную IATA для обеспечения безопасности эксплуатации;
2009 - Авиакомпания получает награду «Horizons Assessment AirTM», выданную AFNOR. Аттестация признает качество авиакомпании в вопросах безопасности, прозрачности информации и качества обслуживания (бортовые приемные и информационные услуги);
2012 - увеличение регулярных рейсов во Францию;
2015 - запуск регулярных рейсов в Тунис из Швеции, Норвегии, Дании;
2016 - запуск регулярных рейсов в Тунис из Ниццы, Марселя, Алжира, Тулузы.

## Корпоративное устройство

### Собственность
Авиакомпания находится в частной собственности. Текущими акционерами являются являются: Tunisian Travel Service (55%), Sofiat (20%), Carte (15%) и Marhaba Hotels (10%).
Генеральный директор — Чокри Заррад.

### Тенденции бизнеса
Полные годовые отчеты не публикуются. При их отсутствии имеющаяся информация о тенденциях приведена ниже:
|                           | 2007   | 2008   | 2009   | 2010   | 2011   | 2012   | 2013          | 2014          | 2015          | 2016          | 2017                 | 2018   |
| ------------------------- | ------ | ------ | ------ | ------ | ------ | ------ | ------------- | ------------- | ------------- | ------------- | -------------------- | ------ |
| Оборот (млн. TND)         |        |        |        |        |        |        |               |               |               |               | 391                  |        |
| Чистая прибыль (млн. TND) |        |        |        |        |        |        |               |               |               |               |                      |        |
| Персонал (чел.)           |        |        |        |        |        |        | 617           | 615           | 616           | 614           | 520                  | 568    |
| Пассажиропоток (млн.)     | 1.78   | 1.81   | 1.48   | 1.65   | 1.01   | 1.24   | 1.20          | 1.34          | 0.71          | 0.57          | 0.92                 | 0.65   |
| Изменения (%)             |        |        |        |        |        |        |               |               |               |               | 81.3                 | 80     |
| Размер флота              | 14     | 14     | 15     | 17     | 13     | 12     | 11            | 11            | 10            | 9             | 8                    | 10     |
| Примечания                | [ 11 ] | [ 11 ] | [ 11 ] | [ 11 ] | [ 11 ] | [ 11 ] | [ 11 ] [ 12 ] | [ 11 ] [ 12 ] | [ 10 ] [ 11 ] | [ 11 ] [ 13 ] | [ 11 ] [ 14 ] [ 15 ] | [ 16 ] |

## Пункты назначения
| Страна               | Город       | Аэропорт                                             | Примечания      | Источники |
| -------------------- | ----------- | ---------------------------------------------------- | --------------- | --------- |
| Алжир                | Алжир       | Международный аэропорт имени Хуари Бумедьена         | Прекращено      |           |
| Беларусь             | Минск       | Международный аэропорт Минск                         | Сезонный        |           |
| Бельгия              | Брюссель    | Международный аэропорт Брюссель                      | Сезонный        |           |
| Босния и Герцеговина | Сараево     | Международный аэропорт Сараево                       | Сезонный        |           |
| Великобритания       | Лондон      | Международный аэропорт Лондон-Гатвик                 |                 | [ 17 ]    |
| Великобритания       | Манчестер   | Международный аэропорт Манчестер                     | Прекращено      | [ 18 ]    |
| Германия             | Берлин      | Международный аэропорт Берлин-Тегель                 | Аэропорт закрыт | [ 19 ]    |
| Германия             | Дюссельдорф | Международный аэропорт Дюссельдорф                   |                 |           |
| Германия             | Ганновер    | Международный аэропорт Ганновер                      | Сезонный        |           |
| Германия             | Штутгарт    | Международный аэропорт Штутгарт                      |                 |           |
| Россия               | Москва      | Международный аэропорт Внуково                       | Сезонный        |           |
| Тунис                | Джерба      | Международный аэропорт Джерба–Джарджиз               | Хаб             |           |
| Тунис                | Энфида      | Международный аэропорт Энфида–Хаммамет               | Прекращено      |           |
| Тунис                | Монастир    | Международный аэропорт Монастир имени Хабиба Бургибы | Хаб             |           |
| Тунис                | Тунис       | Международный аэропорт Тунис-Карфаген                | Хаб             |           |
| Турция               | Стамбул     | Международный аэропорт Стамбул                       |                 | [ 19 ]    |
| Турция               | Стамбул     | Стамбульский аэропорт имени Сабихи Гёкчен            | Прекращено      |           |
| Франция              | Бордо       | Аэропорт Бордо-Мериньяк                              | Прекращено      | [ 20 ]    |
| Франция              | Лилль       | Аэропорт Лилль                                       | Сезонный        | [ 21 ]    |
| Франция              | Лион        | Аэропорт Лион-Сент Экзюпери                          | Сезонный        |           |
| Франция              | Марсель     | Аэропорт Марсель-Прованс                             | Прекращено      |           |
| Франция              | Нант        | Аэропорт Нант-Атлантика                              |                 | [ 21 ]    |
| Франция              | Ницца       | Аэропорт Ницца-Лазурный Берег                        |                 |           |
| Франция              | Париж       | Международный аэропорт имени Шарля де Голля          |                 |           |
| Франция              | Страсбург   | Аэропорт Страсбург                                   | Сезонный        |           |
| Франция              | Тулуза      | Аэропорт Тулуза-Бланьяк                              |                 |           |

## Флот
По состоянию на июль 2022 года, Nouvelair использовала следующие самолёты:
| Модель          | Количество | Заказано | Места | Примечания |
| Airbus A320-200 | 11         | —        | 177   |            |
| Airbus A320-200 | 11         | —        | 180   |            |
| Всего           | 11         | —        |       |            |